# Zhao Yun

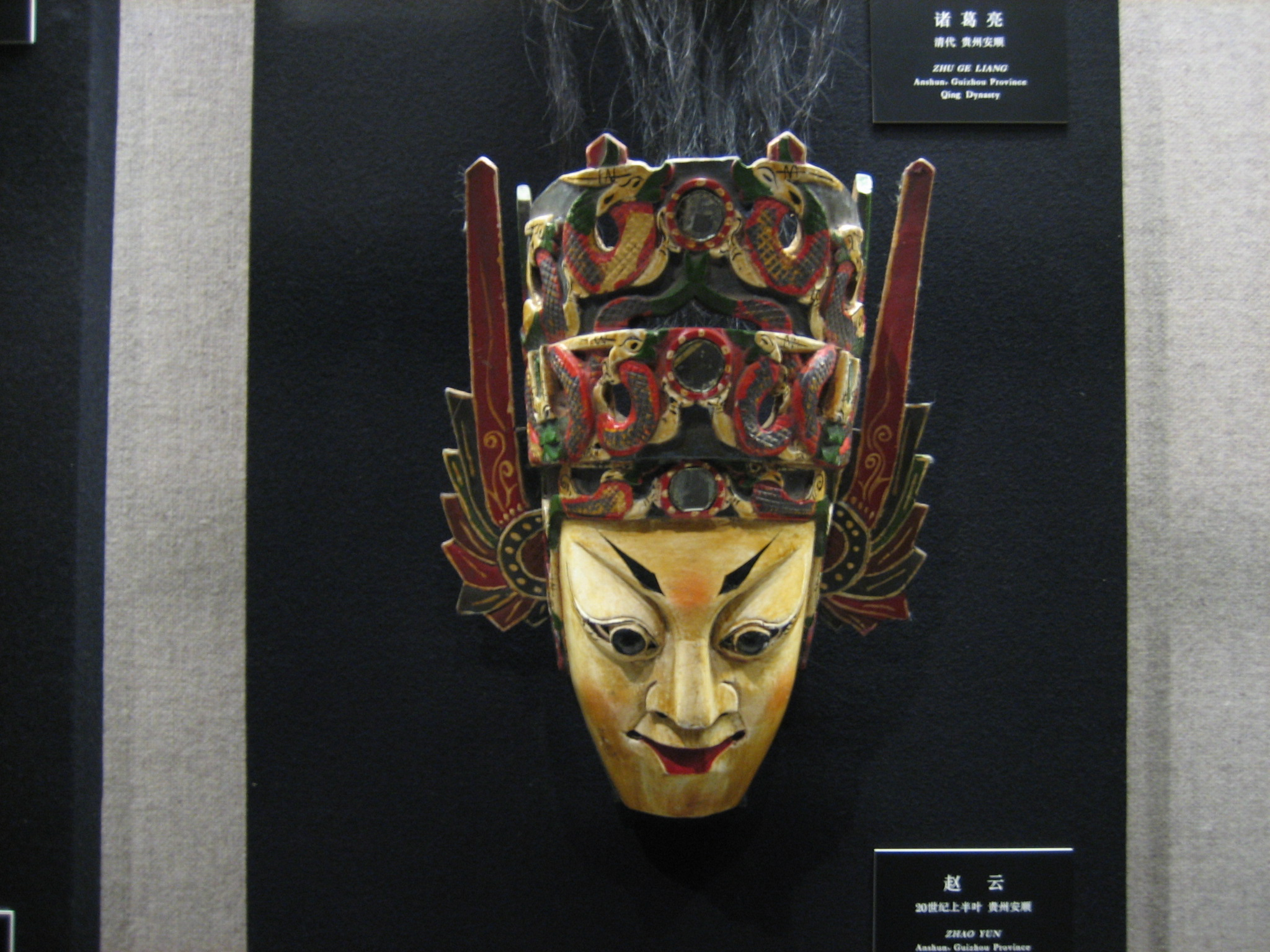
Masque de Zhao Yun

Zhao Yun (趙雲) (168 - 228/229), qui se faisait appeler Zilong(子龍), est le plus jeune des « Cinq généraux tigres » du royaume de Shu, qui comptait comme membres Guan Yu, Huang Zhong, Ma Chao et Zhang Fei. Liu Bei fait souvent éloge de sa bravoure incroyable. Sa lance se nomme Dragon Féroce. Il est surnommé « L'Eternel victorieux ». 
Zhao Yun est un brave et puissant guerrier : il est courageux (il sauve Liu Shan, un des fils de Liu Bei, alors que Cao Cao les a rattrapé à Chan Ban).
Il se rend célèbre en chargeant seul les lignes ennemies ; son courage fut inégalé sous les cieux. Zhao Yun était un grand général du Shu Han. 
Il reprend la ville de Nanjun, aux mains de Chen Jiao.
Dans la fiction, il épouse Ma Yunlu, fille de Ma Teng et petite sœur de Ma Chao.

## Biographie
Originaire de Changshan (常山), dans le comté de Zhending(真定), Zhao Yun, guerrier fort et courageux, se met d’abord au service de Yuan Shao contre les Turbans jaunes.
En 191, il sauve Gongsun Zan face à Wen Chou puis quitte Yuan Shao pour se mettre au service de Gongsun Zan. 
Il rencontre Liu Bei dans le camp de Gongsun Zan alors qu’ils combattent Dong Zhuo, puis se met à son service, impressionné par sa vertu.
Quand Liu Bei est isolé de sa femme, Dame Mi, et de son fils Liu Shan lors de la fuite de Xinye, Zhao Yun, seul, part les retrouver en faisant face à l’armée de Cao Cao. Il retrouve Dame Mi, qui lui confie Liu Shan avant de se jeter dans un puits. Il repart donc auprès de Liu Bei avec l’enfant dans une main et son arme dans l’autre, traversant à nouveau les lignes ennemies. 
Il aide à prendre le Royaume de Shu en attaquant le château de Luo, et gagne plusieurs petites campagnes contre les Wei sous les ordres de Liu Bei. Lors de la bataille pour le Han Zhong, il s'illustre en repoussant l'avant garde de l'armée de Cao Cao avec seulement 3 000 hommes, dos au fleuve.
Il devient l’un des cinq généraux tigres des Shu.
Il parvint à sauver Huang Zhong alors encerclé a la bataille du mont Ding Jun. Il tente de dissuader Liu Bei d’attaquer les Wu à Yiling mais en vain. 
À la mort de Liu Bei, Liu Shan le charge de défendre l’est. Il participe activement à la campagne contre les Nanmans en tuant un roi Man. Lors d’une campagne de Zhuge Liang vers le nord en 227, il est chargé de défendre les Shu contre une éventuelle contre-attaque des Wei, mais est vaincu par manque de troupes après avoir battu 5 jeunes officiers Wei en même temps, cette bataille fut sa seule défaite. Liu Shan le rétrograde au rang de « général qui contrôle l’armée ». 
Il meurt de vieillesse en 229 et reçoit à titre posthume le nom de seigneur de Shunping.
À sa mort, Zhuge Liang aurait dit : « Mon ami est parti. Le pays a perdu son rayon de soleil et moi mon bras droit. »
Le décès de Zhao Yun (affublé du tseu Tchao la Nuée, ou encore « Le Dragonneau ») marque la fin de la période des grands héros ayant participé à la fondation des Trois Royaumes (il n'en reste guère alors que quelques-uns, comme Zhang He). 
L'auteur du roman le décrit comme quelqu'un de particulièrement vertueux. À la prise du Shu par Liu Bei, il conseilla à ce dernier de distribuer les terres des notables à la population affamée. De même, il était droit et excessivement loyal. Sa bravoure était reconnue par nombre de grands généraux, et par Cao Cao lui-même, qui impressionné par sa noblesse, interdit qu'on lui tirât dessus par traîtrise lors de la bataille de Chang Ban.